# Herniki
Herniki ali Hernijci so bili italsko pleme starodavne Italije, katerega ozemlje je bilo v Laciju med Fucinskim jezerom in reko Sacco (Trerus), na jugu so mejili na Volščane, na severu pa na Ekve in Marse.

## Zgodovina
Dolga leta zgodnje Rimske republike so bili Hernijci zavezniki Rima in so se borili skupaj z njim proti svojim sosedom.
Livij v letu 495 pr. n. št. poroča, da so sklenili pogodbo z Volščani proti staremu Rimu.
Dolgo so ohranjali svojo neodvisnost in leta 486 pr. n. št. so bili še vedno dovolj močni, da so sklenili enakopravno pogodbo z Latini.
Leta 475 pr. n. št. so se borili skupaj z Latini proti Ekvem in Volščanom, istega leta pa so se borili skupaj z Rimom proti Veijentom in Sabincem. Leta 468 pr. n. št. so se borili skupaj z Rimom proti Volščanom.
Leta 464 pr. n. št. so opozorili Rim na izdajo Ecetre in se borili skupaj z Rimom proti Ekvom, ki so bili zavezniki Ecetranov.
Odcepili so se od Rima leta 362 in leta 306, ko je bilo njihovo glavno mesto Anagnia zavzeto in zmanjšano na prefekturo, vendar so bili Ferentinum, Aletrium in Verulae nagrajeni za svojo zvestobo z dovoljenjem, da ostanejo svobodni municipiji, položaj, ki so ga takrat raje imeli kot civitas.
Ime Herniki ali Hernijci, tako kot ime Volščani, manjka na seznamu italskih ljudstev, ki jih Polibij opisuje kot sposobne zagotoviti čete leta 225 pr. n. št. Do takrat torej njihovo ozemlje ni bilo mogoče ločiti od Lacija na splošno in zdi se verjetno, da so takrat prejeli polno rimsko državljanstvo. Najstarejši latinski napisi iz okrožja (iz Ferentinuma) so starejši od socialne vojne in ne kažejo lokalnih znamenj.

## Jezik
Nekaj napisov kaže, da je bil herniški jezik član skupine oskijsko-umbrijskih (sabelskih) jezikov. Njihovo ime, z zaključkom "co", jih uvršča med "co"-plemena, kot so Volski (Volsco), ki so bili očitno zgodnejši prebivalci zahodne obale Italije in ne med plemena, katerih imena so bila oblikovana s pripono "no".

## Gentes herniškega izvora
- Cispia (gens)

- Hirtia gens

- Fabricia gens